# Quique Álvarez
Quique Álvarez, właśc. Enrique Ávarez Sanjuán (ur. 20 lipca 1975 w Vigo) – hiszpański piłkarz, grający na pozycji środkowego obrońcy.

## Kariera
Jest wychowankiem szkółki piłkarskiej FC Barcelona. Początkowo występował w drużynie rezerw C, a następnie w B. W pierwszej drużynie FCB zaliczył zaledwie jedno spotkanie i w 1997 roku przeniósł się do CD Logroñés, gdzie grał przez rok. W latach 1998–2000 był zawodnikiem UE Lleida, a następnie trafił do Villarreal CF. Tam miał pewne miejsce w podstawowej jedenastce i przez 7 lat wystąpił w 186 meczach i zdobył 5 goli. Zadebiutował też w rozgrywkach Ligi Mistrzów w sezonie 2005/2006 dochodząc z Villarrealem do półfinału. W 2007 roku odszedł do Recreativo Huelva. W 2009 roku zakończył karierę.
W Primera División rozegrał 200 spotkań i zdobył 5 bramek.